# إلينبورغ (نيويورك)
إلينبورغ (بالإنجليزية: Ellenburg, New York)‏ هي منطقة سكنية تقع في الولايات المتحدة في مقاطعة كلينتون، نيويورك. يقدر عدد سكانها بـ 1,743 نسمة ومساحتها 278.2 كم2 و وترتفع عن سطح البحر 426 متر.